# Lasse (Pyrénées-Atlantiques)
Lasse település Franciaországban, Pyrénées-Atlantiques megyében. Lakosainak száma 337 fő (2022. január 1.). Lasse Anhaux, Arnéguy, Ascarat, Banca, Uhart-Cize és Luzaide/Valcarlos községekkel határos.

## Népesség
A település népességének változása:
| Lakosok száma | 319  | 326  | 335  | 333  | 335  | 337  | 342  | 339  | 337  |
|               | 2013 | 2015 | 2016 | 2017 | 2018 | 2019 | 2020 | 2021 | 2022 |